# Some Dudes Can Fight
Some Dudes Can Fight er en amerikansk stumfilm fra 1898.